# Никулино (Город Владимир)
Никулино — деревня во Владимирской области России, входит в состав муниципального образования город Владимир.

## География
Деревня расположена в 11 км на юго-восток от города Владимира.

## История
В конце XIX — начале XX века деревня входила в состав Погребищенской волости Владимирского уезда, с 1926 года — во Владимирской волости. 
В 1859 году в деревне числилось 9 дворов, в 1905 году — 23 дворов, в 1926 году — 28 хозяйств.
С 1929 года деревня входила в состав Злобинского сельсовета Владимирского района, с 1965 года — в составе Пригородного сельсовета Суздальского района. В 2005 году деревня вошла в состав муниципального образования город Владимир.

## Население
| 1859 | 1905 | 1926 |
| ---- | ---- | ---- |
| 41   | 126  | 145  |

| 1859 | 1905 | 1926 | 2002 | 2010 | 2021 |
| ---- | ---- | ---- | ---- | ---- | ---- |
| 41   | ↗126 | ↗145 | ↗154 | ↘139 | ↘126 |